# Sele, Slovenj Gradec
Sele so naselje v Mestni občini Slovenj Gradec.